# (1716) Peter
(1716) Peter es un asteroide perteneciente al cinturón de asteroides descubierto por Karl Wilhelm Reinmuth el 4 de abril de 1934 desde el observatorio de Heidelberg-Königstuhl, Alemania.

## Designación y nombre
Peter recibió al principio la designación de 1934 GF.
Posteriormente se nombró en honor de un nieto del descubridor.

## Características orbitales
Peter está situado a una distancia media de 2,735 ua del Sol, pudiendo alejarse hasta 2,985 ua y acercarse hasta 2,486 ua. Su excentricidad es 0,09122 y la inclinación orbital 5,734°. Emplea en completar una órbita alrededor del Sol 1652 días.